# Mikkel Røg

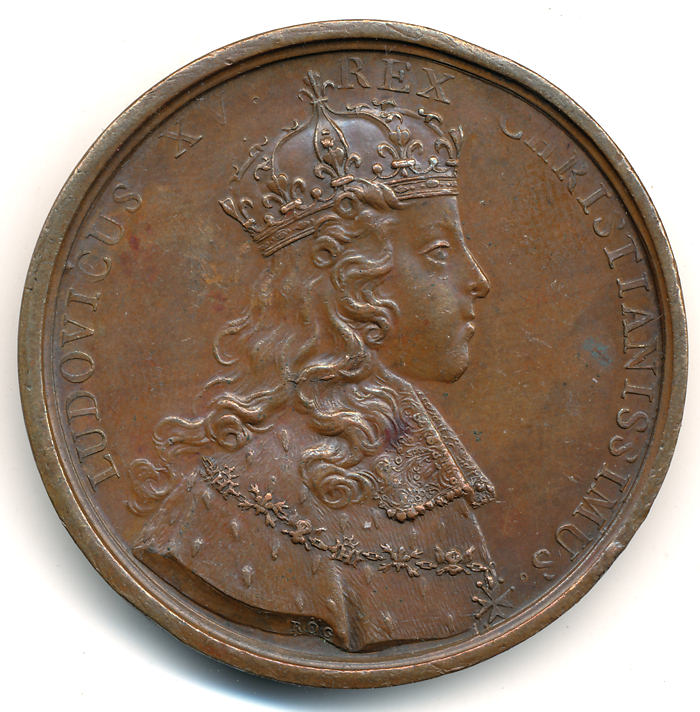
Moeda da autoria de Michel Rög para a coroação de Luís XV (1722).

Mikkel Røg (c. 1679 - c. 1737), também conhecido por seu nome em latim Michael Augustus Roeg, era um gravador de medalhas dinamarquês-norueguês. Ele serviu como gravador de medalhas na Corte Real em Paris de 1720 a 1737.

## Infância e educação
Røg nasceu na reitoria local em Kvæfjord, Troms, na Noruega, filho do capelão Augustinus Gabrielsen Røg (1635-1710) e Margrethe Aufinnsdatter Holck (falecido em 1705). Ele frequentou a Bergen Latin School. Matriculou-se na Universidade de Copenhague em 25 de setembro de 1699, mas deixou a universidade para aprendiz como um gravador e selo escultor.

## Carreira
Røg criou as gravuras em cobre com o texto para a edição de 1709 de Lex Regia (Kongeloven), bem como três medalhas dinamarquesas em comemoração ao nascimento de Frederico IV (1706), a morte do príncipe Jorge da Dinamarca (1708) e a rendição de Magnus Stenbock (1713).) No entanto, a posição de medalhista de tribunal já estava ocupada por Christian Wineke.
Com poucas perspectivas de emprego em Copenhague, Røg aceitou um convite de Luís XIV e se mudou para Paris em 1715. A morte de Luís XIV em setembro do mesmo ano atrasou seu emprego, mas em 1720 uma recomendação do pintor da corte Antoine Coypel finalmente levou à sua nomeação como graveur des médailles de Sa Majesté. Ele trabalhou por 20 anos no Louvre, criando mais de cinquenta selos de medalhas para o histoire métallique.
Røg serviu como professor para Peter Christian Winsløw, que o sucedeu no escritório em 1737.

## Ludvig Holberg link
Røg e Ludvig Holberg frequentaram a Bergen Latin School ao mesmo tempo. Eles se conheceram em Paris em 1715. Røg emprestou a Holberg seu passaporte de viagem real, permitindo-lhe visitar a Itália mais barato e com mais facilidade. O episódio é mencionado na primeira publicação autobiográfica em língua latina de Holberg.